# Wake Up and Smell the Coffee
Wake Up and Smell the Coffee – piąty studyjny album irlandzkiego zespołu The Cranberries. Teksty wszystkich piosenek umieszczonych na płycie są autorstwa Dolores O’Riordan, a muzykę skomponowali Noel Hogan i Dolores O’Riordan (wyłączając piosenki: 1, 2, 5, 6, 8, 10, 11 oraz 12, które są autorstwa jedynie Dolores O’Riordan). Album zajął 61. miejsce na brytyjskiej liście sprzedaży UK Albums Chart. Zwrot Wake Up And Smell the Coffee został rozsławiony przez dziennikarkę Ann Landers.

## Lista utworów
1. „Never Grow Old” – 2:35
2. „Analyse” – 4:10
3. „Time Is Ticking Out” – 2:59
4. „Dying Inside” – 3:10
5. „This Is the Day” – 4:15
6. „The Concept” – 3:03
7. „Wake Up and Smell the Coffee” – 5:15
8. „Pretty Eyes” – 3:48
9. „I Really Hope” – 3:42
10. „Every Morning” – 2:24
11. „Do You Know” – 3:09
12. „Carry On” – 2:21
13. „Chocolate Brown” – 3:32
14. „Cape Town” – 2:47 (jedynie w wersji wydanej w Ameryce Północnej)*

- W europejskiej wersji albumu utwór „Capetown” został zastąpiony coverem piosenki Elvisa Presleya „In the Ghetto”

## Twórcy
- Dolores O’Riordan – śpiew, gitara, instrumenty klawiszowe
- Noel Hogan – gitara elektryczna i akustyczna
- Mike Hogan – gitara basowa
- Fergal Lawler – perkusja, instrumenty perkusyjne